# Üçkuyular
Üçkuyular (kurmandschi: Feqîra) ist ein jesidisches Dorf im Südosten der Türkei. Das Dorf liegt ca. 12 km südlich von Beşiri im gleichnamigen Landkreis Beşiri in der Provinz Batman. Der Ort befindet sich in Südostanatolien.

## Geschichte und Bevölkerung
Der ursprüngliche Name des Dorfes lautet Feqîra (auch Feqiran oder Fakiran). Durch die Türkisierung geographischer Namen in der Türkei wurden die Dörfer umbenannt. Üçkuyular ist heute meist ein verlassenes Dorf. Das Dorf hatte ausschließlich jesidische Bevölkerung.
Laut dem Jahrbuch der Provinz Siirt von 1973 lebten 236 Menschen in dem Dorf. Im Jahr 2000 lebten 6 Familien im Dorf. 2009 lebten dort 4 Familien. 2012 lebten dort 5 Familien.